# Grebănu
Grebănu é uma comuna romena localizada no distrito de Buzău, na região de Valáquia. A comuna possui uma área de 57.37 km² e sua população era de 5484 habitantes segundo o censo de 2007.